# Jan Grylewski
Jan Grylewski herbu Topór – kanonik poznański w 1484 roku, kanonik gnieźnieńskiej kapituły katedralnej od 1474 roku, notariusz kancelarii królewskiej w latach 1459–1485.
Studiował na Akademii Krakowskiej w 1448 roku.